# Irina Crasnocioc
Irina Crasnocioc, née le 13 août 1981 à Chișinău, est une joueuse moldave de basket-ball, qui détient également la nationalité russe.

## Biographie
En 2008-2009 à Târgovişte, ses statistiques sont de 8,3 points à 42,6 % et 2,5 rebonds. En 2010-2011 à Pouzzoles, elle réussit en moyenne 6,7 points à 51,9 % et 4,2 rebonds. En 2011-2012 à San Giovanni, elle réussit en moyenne 7,4 points à 51,6 % et 3,4 rebonds. En 2012-2013, elle commence la saison en Hongrie au ZTE NKK (10,0 points à 60,0 % en 14 matches) et la finit en Suède au Northland Lulea (5,9 points à 48,1 % en 14 matches).
Pour l'année 2013-2014, elle signe en France à Arras.

## Palmarès

### Équipe nationale
- Championnat d'Europe